# JEIDA memory card
JEIDA memory card — ранее популярный стандарт карт памяти, некогда применявшийся на портативных компьютерах, в начале появления подобных разъёмов для таковых.

Этот стандарт карт памяти был разработан JEIDA и предполагался для расширения системной памяти или в качестве твердотельного накопителя. 
Создание интерфейса JEIDA и соответствующих карт памяти в японских портативных устройствах вызвало отклик в США через Sematech, и привело позднее к созданию PCMCIA. 
PCMCIA и JEIDA совместно работали над устранением разрыва между двумя конкурирующими стандартами и в 1991 г. объединились в JEIDA 4.1 / PCMCIA 2.0.

## Использование
В ранних моделях ThinkPad от IBM, под брендом IC DRAM Cards.